# دوی یان
دوی یان (به لاتین: Doi Ian) یک کوه در تایلند است که در Ngao واقع شده‌است. دوی یان ۱٬۱۷۴ متر بالاتر از سطح دریا واقع شده‌است.